# Bataille de la Arada
La bataille de la Arada est livrée le 2 février 1851, pendant la guerre qui oppose en 1851 le Guatemala d'une part au Salvador et au Honduras de l'autre.

## Déroulement
Désireux de réunir les pays d'Amérique centrale dans une Union d'Amérique Centrale et constatant l'échec de ses tentatives diplomatiques, qui se heurtent aux refus définitifs du président conservateur guatémaltèque Don Mariano Paredes et de son chef militaire, le général Rafael Carrera, le président libéral du Salvador Doroteo Vasconcelos décide d'imposer par la force son projet. Fin janvier, et quoiqu'il soit dépourvu d'expérience militaire, il prend la tête d'une armée de 4 500 hommes, composée de troupes du Salvador mais aussi du Honduras, pays qui l'approuve dans son entreprise, et envahit le Guatemala.
Le 2 février 1851, son armée livre bataille aux 1 500 hommes de Rafael Carrera. Malgré leur supériorité numérique, les alliés subissent une très lourde défaite et sont contraints de battre en retraite. Exploitant sa victoire, Carrera menace à son tour le Salvador d'une invasion si Vasconcelos n'est pas démis de ses fonctions. Le congrès du Salvador s'incline et désigne en ses lieux et place Francisco Dueñas. En récompense de sa victoire, Carrera est nommé capitaine général de l'armée du Guatemala et fin octobre 1851, il devient président de ce pays

## Sources
- (en) Robert L. Scheina, Latin America's wars, vol. 1 : The age of the Caudillo, 1791-1899, Washington, D.C, Brassey's, Inc, 2003, 624 p. (ISBN 978-1-574-88450-0 et 978-1-574-88449-4)